# Prosopocoilus (sous-genre)
Sous-genre
Prosopocoilus est un sous-genre d'insectes coléoptères de la famille des Lucanidae, de la sous-famille des Lucaninae et du genre Prosopocoilus.

## Systématique
Le sous-genre Prosopocoilus a été créé en 1845 par l'entomologiste britannique John Obadiah Westwood (1805-1893).

## Liste des espèces
Selon BioLib (6 août 2022) :
- Prosopocoilus antilopus (Swederus, 1787)
- Prosopocoilus aulicus Möllenkamp, 1905
- Prosopocoilus bidentatus Bomans, 1978
- Prosopocoilus boreli Boileau, 1904
- Prosopocoilus buddha (Hope, 1842)
- Prosopocoilus bulbosus (Hope, 1840)
- Prosopocoilus cardoni Didier, 1927
- Prosopocoilus cilipes (Thomson, 1862)
- Prosopocoilus corporaali Nagel, 1933
- Prosopocoilus crenulidens (Fairmaire, 1895)
- Prosopocoilus debatissei Bomans, 1992
- Prosopocoilus denticulatus Boileau, 1901
- Prosopocoilus dentifer Deyrolle, 1865
- Prosopocoilus dorsalis (Erichson, 1834)
- Prosopocoilus fabricei Lacroix, 1988
- Prosopocoilus forceps (Vollenhoven, 1861)
- Prosopocoilus forficula (J. Thomson, 1857)
- Prosopocoilus fruhstorferi Kolbe, 1897
- Prosopocoilus fuscus Bomans, 1977
- Prosopocoilus guerlachi Didier & Séguy, 1952
- Prosopocoilus kamanita Kriesche, 1922
- Prosopocoilus kirchneri Ipsen, 1999
- Prosopocoilus kunikoae Mizunuma, 1994
- Prosopocoilus lafertei (Reiche, 1852)
- Prosopocoilus laoticus Kriesche, 1922
- Prosopocoilus lateralis (Hope & Westwood, 1845)
- Prosopocoilus natalensis (Parry, 1864)
- Prosopocoilus neopomeraniensis DeLisle, 1967
- Prosopocoilus perbeti Desfontaine & Moretto, 2003
- Prosopocoilus perplexus (Parry, 1862)
- Prosopocoilus porrectus Bomans, 1978
- Prosopocoilus serricornis (Latreille, 1817)
- Prosopocoilus similis Schenk, 2009
- Prosopocoilus spectabilis (Ritsema, 1913)
- Prosopocoilus squamilateris (Parry, 1862)
- Prosopocoilus suevuei Bomans, 1993
- Prosopocoilus tarsalis Ritsema, 1892
- Prosopocoilus tragulus (Vollenhoven, 1861)
- Prosopocoilus vittatus (Deyrolle, 1865)
- Prosopocoilus wallacei (Parry, 1862)
- Prosopocoilus wemckeni Schenk, 2017
- Prosopocoilus zebra (Olivier, 1789)